# Bank of New York Mellon
Bank of New York Mellon Corporation (BNY Mellon) – amerykańska spółka holdingowa o globalnym zasięgu działająca w obszarze bankowości i usług finansowych. Powstała 1 lipca 2007 r. w wyniku fuzji Bank of New York i Mellon Financial Corporation. Jest to największy na świecie bank depozytariusz i spółka obsługująca aktywa, w grudniu 2017 r. posiadający w depozycie 32,2 biliona dolarów aktywów oraz zarządzający aktywami o wartości 1,8 biliona dolarów.
Bank of New York został założony w 1784 r. jako trzeci bank na obszarze Stanów Zjednoczonych, przez co BNY Mellon, jako jego następca, jest zaliczany do grupy najstarszych banków na świecie. Mellon został założony w 1869 r. przez majętną rodzinę Mellonów z Pittsburgha.

## Historia

### Bank of New York
Pierwszym bankiem na obszarze Stanów Zjednoczonych był, powstały w 1781 r. w Filadelfii, Bank of North America. W lutym 1784 r. w Bostonie powstał The Massachusetts Bank. Uciążliwy dla lokalnego przemysłu żeglugowego brak banku w Nowym Jorku doprowadził w czerwcu 1784 r. do spotkania w kawiarni przy ówczesnym placu Św. Jerzego na Manhattanie, gdzie powołano Bank of New York. Pierwotnie planowano kapitalizację spółki kwotą 750 000 USD, zmniejszono ją później do 500 000 USD, jednakże do dnia otwarcia banku 9 czerwca 1784 r. nie udało się zebrać pełnej kwoty. Sprzedano 723 akcje banku, które zostały zakupione przez 192 osoby. Aaron Burr zakupił trzy akcje, Alexander Hamilton – półtorej. Pierwszym prezesem został Alexander McDougall. Pierwszą siedzibą był budynek Walton Mansion. W 1787 r. bank przeniósł się na Hanover Square na Manhattanie.
Pierwszą pożyczkę rządowi Stanów Zjednoczonych bank udzielił w 1789 r. Została ona zaciągnięta przez A. Hamiltona, ówczesnego sekretarza skarbu, na pensje dla prezydenta i członków Kongresu. BNY był pierwszą spółką notowaną na giełdzie nowojorskiej tuż po jej otwarciu w 1792 r. W 1796 r. bank przeniósł się do nowej lokalizacji położonej na rogu Wall Street i Williams Street. Do 1799 r., kiedy powstał Bank of the Manhattan Company, BNY był monopolistą w Nowym Jorku.
W XIX w. Bank of New York był znany z konserwatywnych praktyk pożyczkowych, co pozwoliło mu przetrwać kolejne kryzysy finansowe. Bank brał udział w finansowaniu powstania kanałów Morris i Erie. Finansował on również wojnę roku 1812 oraz armię Unii w trakcie amerykańskiej wojny secesyjnej. Po wojnie bank sfinansował wiele projektów infrastrukturalnych, m.in. metro w Nowym Jorku.
XX w. przyniósł dalszy rozwój banku oraz fuzje i przejęcia kolejnych instytucji finansowych. Nie został on zahamowany nawet przez wielki kryzys, w trakcie którego bankowi nadal udawało się osiągać zyski i wypłacać dywidendy. Spółka holdingowa banku została utworzona w 1969 r. Po rocznych wysiłkach, w 1988 r. BNY dokonał wrogiego przejęcia Irving Bank Corporation. Dotychczasowa siedziba Irving Trust przy 1 Wall Street po fuzji stała się główną siedzibą Bank of New York. W latach 1993–1998 bank dokonał dalszych 33 przejęć. W 2003 r. BNY stał się właścicielem Pershing LLC, drugiej co do wielkości instytucji clearingowej w Stanach Zjednoczonych. W 2005 r. zakończyło się, trwające od 1996 r., federalne dochodzenie w sprawie prania pieniędzy z post-sowieckiej prywatyzacji w Rosji. W 2006 r. BNY wycofał się z bankowości detalicznej sprzedając tę część swojego biznesu JPMorgan Chase.

### Mellon Financial

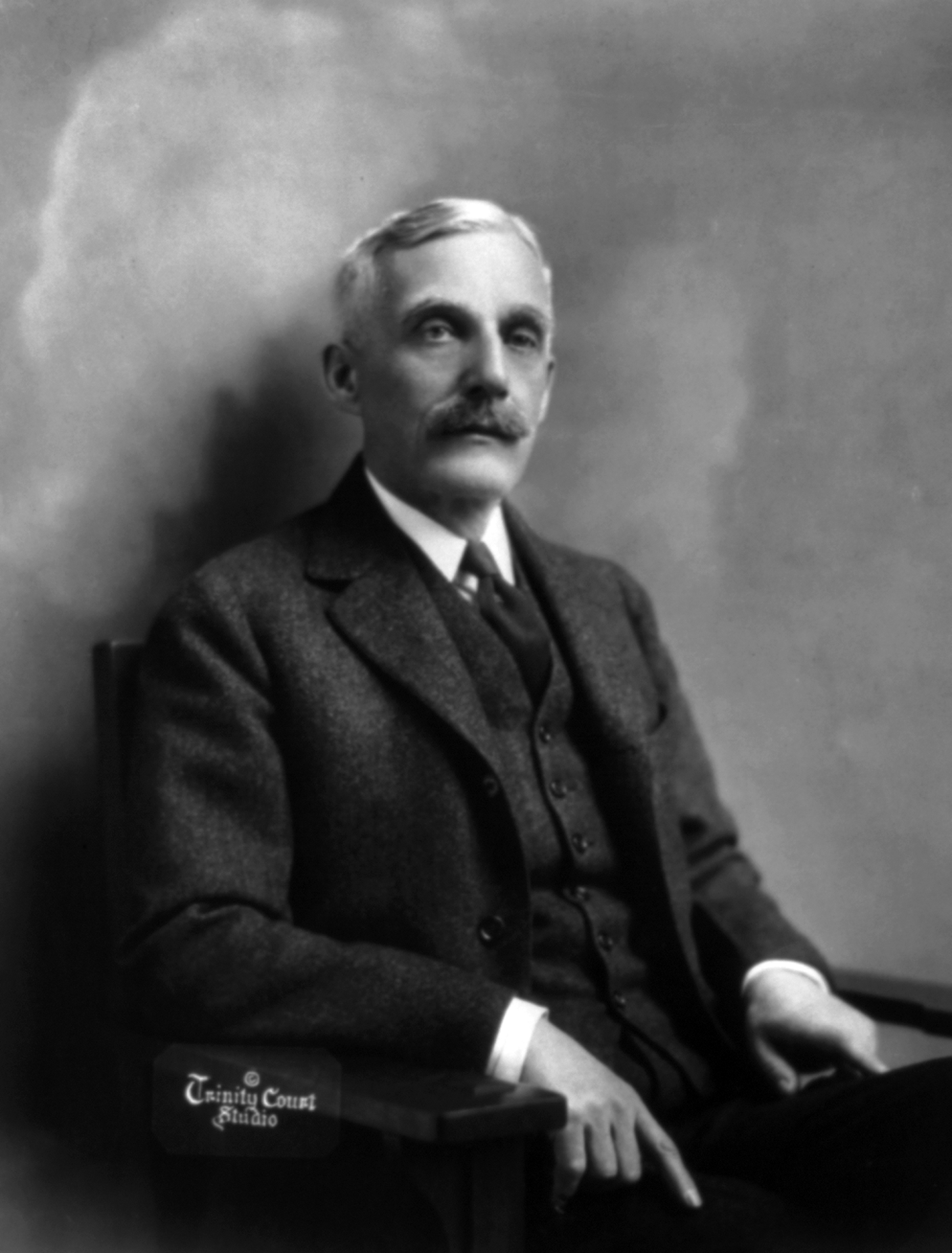
Andrew W. Mellon

Mellon Financial została założona w 1869 r. w Pittsburghu w Pensylwanii przez emerytowanego sędziego Thomasa Mellona i jego synów Andrew Mellona i Richarda Mellona jako T. Mellon & Sons’ Bank.
Pod koniec XIX w. i na początku XX w. bank sfinansował powstanie wielu przedsiębiorstw przemysłowych. W 1902 r. nazwa banku została zmieniona na Mellon National Bank. W 1946 r. spółka połączyła się z Union Trust Company, przyjęła nową nazwę Mellon National Bank and Trust Company. Reorganizacja z 1972 r. doprowadziła do kolejnej zmiany nazwy na Mellon Bank, N.A. oraz do powstania spółki holdingowej Mellon National Corporation.
W latach 80. i 90. Mellon przejmował kolejne banki i instytucje finansowe w Pansylwanii. W 1999 r. nazwa została znów zmieniona na Mellon Financial Corporation. Dwa lata później spółka wyszła z rynku bankowości detalicznej sprzedając swoje aktywa i oddziały Citizens Financial Group.

### Połączenie

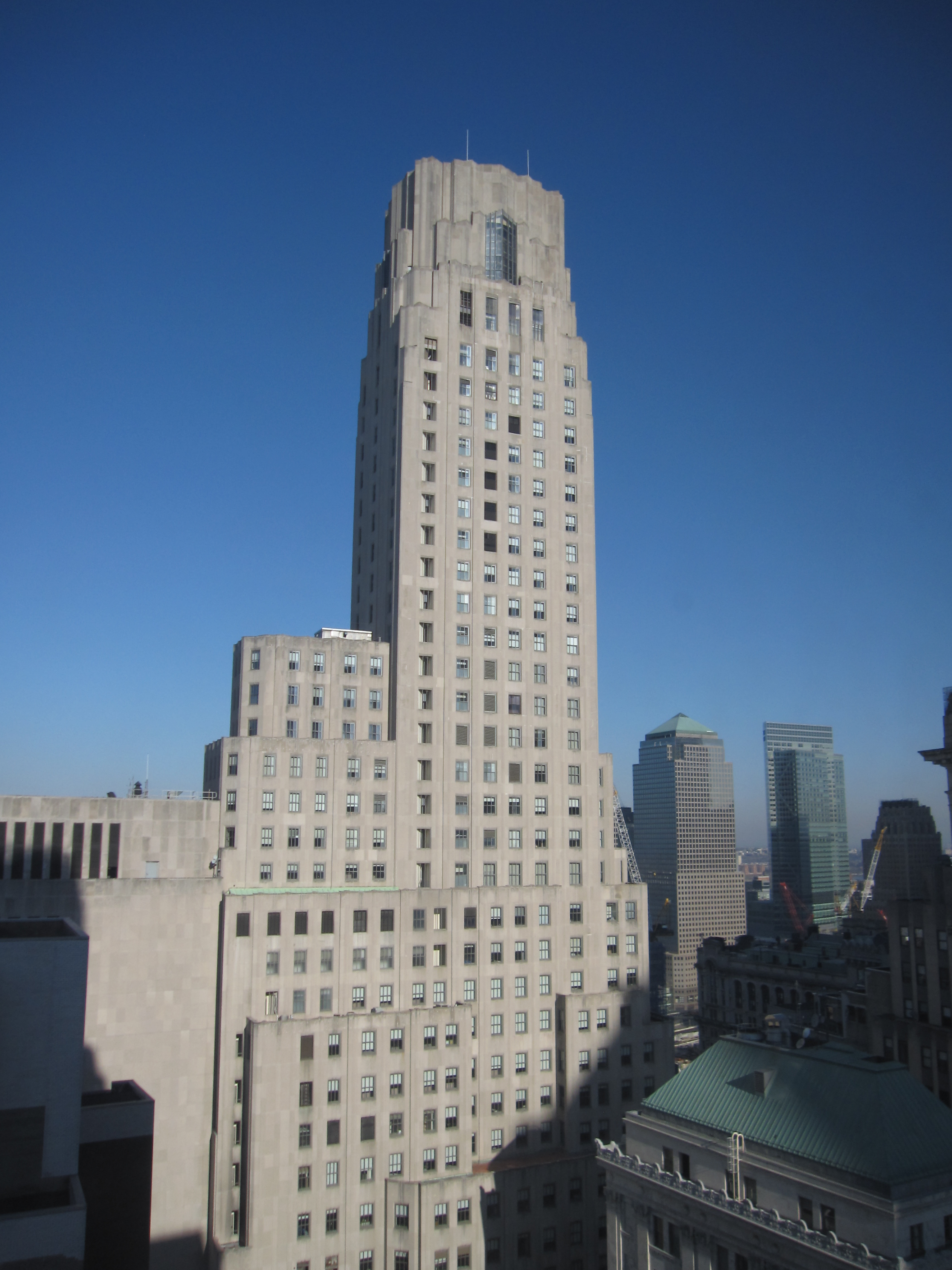
Poprzednia centrala BNY Mellon przy 1 Wall Street

4 grudnia 2006 r. Bank of New York oraz Mellon Financial Corporation ogłosiły zamiar fuzji. Dzięki połączeniu działalności Mellon w zakresie zarządzania majątkiem oraz doświadczenia BNY w zakresie obsługi aktywów i pożyczek krótkoterminowych powstała największa na świecie firma zajmująca się obsługą papierów wartościowych i jedną z największych firm zajmujących się zarządzaniem aktywami. Firmy przewidywały, że przez to będą mogły zmniejszyć koszty o 700 000 USD oraz zmniejszyć zatrudnienie o 3900 osób.
Transakcja została wyceniona na 16,5 miliarda dolarów i zgodnie z jej warunkami akcjonariusze BNY otrzymali 0,9434 akcji nowej spółki za każdą posiadaną akcję BNY, podczas gdy akcjonariusze Mellon Financial otrzymali 1 akcję w nowej spółce za każdą akcję Mellon. Połączenie zakończyło się 1 lipca 2007 r. Pełna nazwa nowej spółki to The Bank of New York Mellon Corp., jednakże do większości przedsięwzięć biznesowych została wykorzystana marka BNY Mellon. Główną siedzibą nowej spółki została dotychczasowa siedziba BNY przy Wall Street.

### BNY Mellon
W trakcie kryzysu finansowego, w październiku 2008 r. Departament Skarbu USA wyłonił w licytacji BNY Mellon jako głównego depozytariusza Troubled Asset Relief Program, co obejmowało obsługę księgowości i prowadzenie dokumentacji programu. Według stress testu z lutego 2009 r. przeprowadzonego przez federalne organy nadzoru finansowego BNY Mellon był jednym z trzech amerykańskich banków, które mogły wytrzymać pogarszającą się sytuację gospodarczą.
W październiku 2011 r. Departament Sprawiedliwości i nowojorski prokurator generalny złożyli pozwy cywilne przeciwko Bank of New York oskarżając go o manipulacje kursami walut przy transakcjach funduszy emerytalnych. Rzekomo do sprzedaży waluty bank korzystał z najniższych kursów na dany dzień, a do zakupu – najwyższe stawki, uwzględniając różnicę jako zysk firmy. Proceder miał trwać ponad dekadę i wygenerować 2 mld USD zysku. Przez długi czas bank bronił się, zaprzeczając oskarżeniom o oszustwo. W marcu 2015 r. spółka przyznała się do faktów dotyczących wprowadzenia w błąd w zakresie wyceny i realizacji kursów walut. Oprócz odejścia kluczowych menedżerów spółka musiała wypłacić 714 mln USD kosztem zadośćuczynienia.
Od kryzysu finansowego kapitał spółki systematycznie wzrastał, przez co w stress-teście Dodda–Franka na odporność na negatywne scenariusze ekonomiczne BNY Mellon uzyskał najlepszy wynik spośród badanych instytucji. W 2014 r. w takim samym teście bank również znalazł się w czołówce.
W 2013 r. spółka rozpoczęła kampanię marketingową zawierającą nowe logo, która miała zwiększyć rozpoznawalność marki oraz rozpoczęła budowę nowego systemu informatycznego o nazwie NEXEN.
W maju 2014 r. sprzedano budynek głównej siedziby spółki przy Wall Street. Centralę przedsiębiorstwa przeniesiono następnego roku do Brookfield Place w Nowym Jorku.

## Działalność
BNY Mellon prowadzi działalność na ponad 100 rynkach w 35 krajach Europy, Bliskiego Wschodu i Afryki (EMEA), obu Ameryk oraz Azji i Pacyfiku. Na koniec 2017 r. w przedsiębiorstwie było zatrudnionych ok. 52,5 tys. pracowników.
Podstawową działalnością banku jest zarządzanie i administrowanie inwestycjami klientów, którymi są instytucje lub najbogatsze osoby (tzw. high-net-worth individuals).